# Freaks
Freaks (på svenska ungefär "Missfoster") är en amerikansk skräckfilm från 1932 som handlar om livet på en cirkus. Den regisserades och producerades av Tod Browning.
Filmen baserades på Tod Robbins novell Spurs. Tod Browning tog det oväntade beslutet att låta människor med äkta deformationer spela "missfostren", istället för att använda sig av förklädnader och makeup. Browning hade i sin ungdom själv jobbat på en kringresande cirkus, och mycket av filmmanuset baserades på hans egna upplevelser. Han ville visa det klassiska, moraliska dilemmat av hur yttre skönhet inte alltid går ihop med inre skönhet. I filmen framstår "missfostren" som snälla och hederliga, medan de riktiga monstren är två "normala" människor på cirkusen som planerar att mörda en dvärg för att komma åt hans förmögenhet.
Kritiken mot filmen blev så hård att studion tvingades klippa ner den, från cirka 90 minuter till endast en dryg timme. De bortklippta delarna tros idag vara borta för alltid. Browning, som vid tiden för inspelningen var berömd för sitt samarbete med Lon Chaney och för att ha regisserat Mysteriet Dracula (1931) med Bela Lugosi, fick svårt att få jobb efter Freaks, och detta ledde till slutet på hans karriär. Eftersom de deformerade skådespelarna chockerade många i biopubliken, förbjöds filmen att visas i Storbritannien i 30 år. Filmen förbjöds även i Sverige, och den kom aldrig upp på biograferna, varken då eller senare. Den har heller aldrig visats på svensk TV, men har släppts på DVD med svensk text. I början av 1960-talet återupptäcktes Freaks, och den fick nu status som en subkulturell kultfilm. Under 1970- och 1980-talen kom den ofta att visas på så kallade midnight movie-visningar på biografer i USA.
År 1994 togs beslut om att låta Freaks ingå i USA:s National Film Registry, för dess "kulturella, historiska och estetiska värde".

## Handling
Huvudhandlingen rör sig runt trapetsdansösen Cleopatra (Olga Baclanova), som förför och till slut gifter sig med en sideshowartist, dvärgen Hans (Harry Earles), efter att hon fått veta att han sitter på en stor förmögenhet.
På bröllopet säger de andra "missfostren" att de accepterar Cleopatra som en "normal" outsider, och håller en sorts ceremoni, där de låter en vinbägare vandra runt bordet samtidigt som de säger i kör: "We accept her! We accept her! One of us! One of us! Gooble gobble, gooble gobble! One of us! One of us!" ("Vi accepterar henne! Vi accepterar henne! En av oss! En av oss! Gooble och gobble är bara en nonsensramsa). "Ceremonin" skrämmer den fulla Cleopatra, som då råkar avslöja att hon har haft en affär med Hercules (Henry Victor), Starka mannen; hon skäller ut "missfostren", slänger vinet över dem och kör iväg dem. Trots att hon sedan förödmjukar Hans, stannar han kvar hos henne.
Kort därefter blir Hans sjuk, vilket han tror beror på att han druckit för mycket under bröllopsfesten, men i själva verket är det Cleopatra som lurat i honom gift. Cleopatra fortsätter att ge honom gift genom hans medicin, för att döda honom, ärva hans förmögenhet och åka därifrån med Hercules. En av de andra cirkusartisterna tjuvlyssnar på Cleopatra och Hercules när de pratar om sin plan, och berättar för de andra "missfostren" och Hans. I filmens klimax anfaller de Cleopatra och Hercules med pistoler och knivar, och skadar dem svårt. Hercules ses inte till igen, men i en bortklippt och försvunnen scen kastreras han - senare ses han stå och sjunga i falsett. Man får dock se hur det gick för Cleopatra: hennes tunga skars av, ena ögat är borta och benen är avskurna, och hon uppträder nu själv som "missfoster", som den kvackande "mänskliga kycklingen".
Förutom huvudstoryn får man även en inblick i "missfostrens" vardag. Den visar upp ett av budskapen som Browning ville få fram, att "missfostren" är som vilka människor som helst:
- Den skäggiga damen, som älskar det mänskliga skelettet, och föder deras dotter.
- Violet, en siamesisk tvilling, vars syster Daisy är gift med en av clownerna på cirkusen. En scen visar hur Violet blir upphetsad när Daisy blir kysst av sin make, vilket ska föreställa att de kan känna den andres fysiska känsel.
- Den mänskliga torson, spelad av Prince Randian, tar under ett samtal en cigarett och tänder den med hjälp av (endast) tungan. I ännu en bortklippt och försvunnen scen, visades det hur han rullar cigaretten.

## Medverkande
- Wallace Ford som Phroso
- Leila Hyams som Venus
- Olga Baclanova som Cleopatra
- Henry Victor som Hercules
- Harry Earles som Hans
- Daisy Earles som Frieda

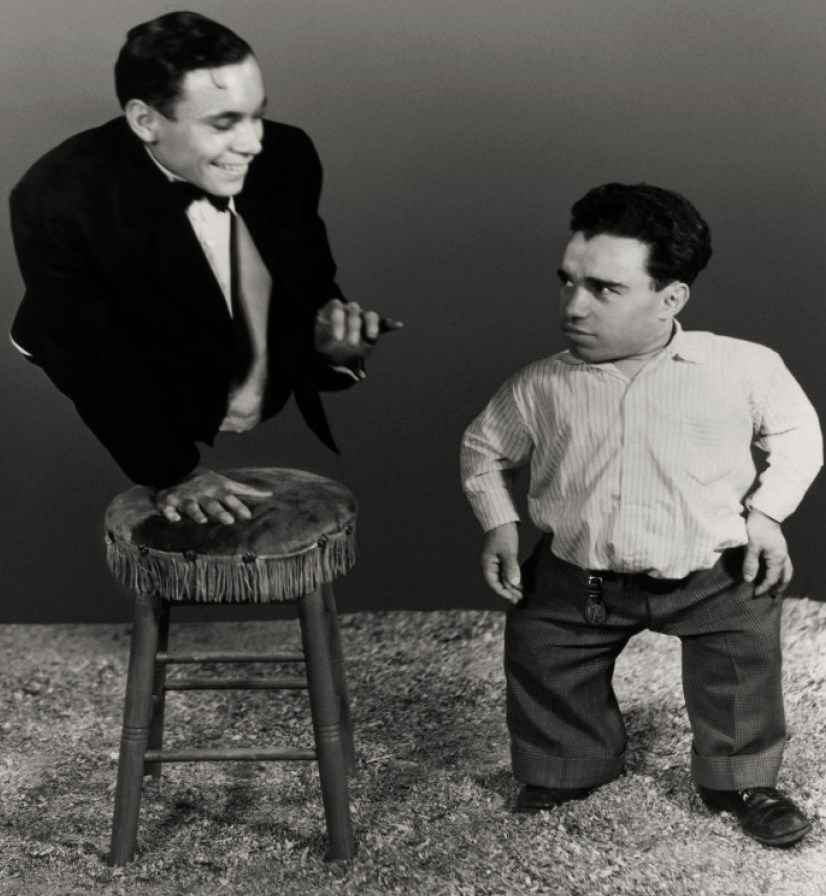
Johnny Eck och Angelo Rossitto.

Bland dem som medverkade som "missfoster" fanns Daisy och Violet Hilton och det "armlösa undret" Frances O'Connor och Martha Morris. Det medverkade även några mikrocefalidrabbade som i filmen kallades för "pinheads" (sv. knappnålshuvuden). Den mest berömda av dessa var Schlitzie, som bar en dräkt som gjorde det enklare att använda toaletten, men som i själva verket var en man, som hette Simon Metz. Andra medverkande som led av mikrocefali var Zip och Pip (Elvira och Jenny Lee Snow). Fler medverkande var den intersexuella Josephine Joseph, med sitt vänster/högerdelade kön, Johnny Eck, den benlösa mannen; och den helt lemlösa Prince Randian (som i rollistan fått det felaktiga namnet "Rardion"). Koo-Koo the Bird Girl, som led av Virchow-Seckelsyndromet, eller fågelhövdad dvärgväxt, är mest ihågkommen för scenen där hon dansar på bordet, Elizabeth Green the Stork Woman, det mänskliga skelettet Peter Robinson och Olga Roderick, den skäggiga damen och dvärgen Angelo Rossitto var andra medverkande.

## Produktion
MGM hade på Brownings inrådan köpt rättigheterna till Robbins novell Spurs på 1920-talet. I juni 1932 erbjöd MGM:s produktionsledare Irving Thalberg Browning att regissera Arsène Lupin med John Barrymore. Browning tackade nej, han satsade hellre på Freaks som han arbetat med ända sedan 1927. Manusförfattarna Willis Goldbeck och Elliott Clawson kom med i arbetet på Brownings begäran. Leon Gordon, Edgar Allen Woolf, Al Boasberg och den okrediterade Charles MacArthur skulle också komma att arbeta med manuset. Manuset skrevs på fem månader. Förutom bröllopet mellan en dvärg och en "normallång" person samt bröllopsfesten, var det inget som togs med från originalstoryn.
Myrna Loy var först tänkt i rollen som Cleopatra, och Jean Harlow som Venus. Till sist bestämde sig dock Thalberg för att inte ta med några större namn i filmen.
Freaks började spelas in i oktober 1931 och färdigställdes i december samma år. Till följd av katastrofala testvisningar i januari 1932 (en kvinna hotade att stämma MGM, hon påstod att filmen hade orsakat henne missfall), klippte studion ner filmen från 90 till 60 minuter. Det mesta från scenen där "missfostren" attackerar Cleopatra, som ligger fastklämd under ett träd, klipptes bort, så även ett antal komiska sekvenser och det mesta av filmens epilog. En ny prolog med en karnevalutropare lades till, samt en ny epilog där Hans och hans "dvärgflickvän" försonas. Denna version hade premiär på Fox Criterion i Los Angeles i februari 1932.